# Mametia louisieae
Mametia louisieae är en insektsart som beskrevs av Matile-ferrero 1978. Mametia louisieae ingår i släktet Mametia och familjen skålsköldlöss.
Artens utbredningsområde är Komorerna. Inga underarter finns listade i Catalogue of Life.